# Сейсмічність Люксембургу
Територія Люксембургу — характеризується низьким рівнем сейсмічності.

## Загальна характеристика
Люксембург має різноманітний рельєф, який доволі чітко поділяється на два регіони — південний Гутланд і північний Еслінг. Більшу частину території країни займає погорбована рівнина заввишки 300—400 м. На півночі — відроги Арденн і Рейнських Сланцевих гір. За результатами спостережень, Люксембург перебуває у відносно безпечній сейсмологічній зоні. Він віддалений від меж тектонічних плит, а це означає, що ймовірність землетрусів тут мінімальна. Проте повністю виключати таку можливість не можна. Землетруси виникають через тертя літосферних плит. Вібрації передаються далі по плиті, викликаючи поштовхи, які слабшають у міру віддалення від епіцентрів землетрусів. Землетруси в Туреччині та Сирії, наприклад, відчувалася й у Люксембурзі. Однак їх сила була настільки незначною, що зареєструвати їх змогли лише чутливі сейсмічні датчики. У цілому, Люксембург досить добре захищений від руйнівної дії зіткнення літосферних плит. Імовірність землетрусу тут майже нульова. Однак відлуння сейсмічно небезпечних сусідніх районів може докотитися й до території Люксембургу, проте руйнації будуть мінімальні, або їх не буде взагалі.

## Землетруси в минулі століття
У 1692 році від землетрусу постраждав середньовіковий замок Віанден.
З 1970 року в Люксембурзі сталося принаймні 8 землетрусів магнітудою понад 4,0 балів (за шкалою Ріхтера). Це дозволяє припустити, що більш потужні землетруси відбуваються тут нечасто, ймовірно, в середньому приблизно кожні 1—5 років.

## Землетруси XXІ століття

### 2022
25 серпня, о 09:40 (за місцевим часом), у Люксембурзі стався ледве відчутний (за шкалою інтенсивності МSK-64) землетрус магнітудою 2,0 балів (за шкалою Ріхтера). Епіцентр землетрусу знаходився за 21 км (13 миль) від міста Люксембург. Глибину залягання гіпоцентру землетрусу визначити не вдалося, але вважається, що вона була неглибокою. Землетрус не відчувався (або, принаймні, про це не повідомлялося).

### 2023
30 серпня, о 07:42:46 (за місцевим часом), у Люксембурзі стався ледве відчутний (за шкалою інтенсивності МSK-64) землетрус магнітудою 2,8 балів (за шкалою Ріхтера). Епіцентр землетрусу був поблизу міста Еш-сюр-Альзетт (Люксембург). Згідно з повідомленням Європейсько-Середземноморського сейсмологічного центру (EMSC), гіпоцентр землетрусу залягав на глибині 5,6 км.

### 2025
15 січня, об 11:00 (за Гринвічем), у Люксембурзі стався ледве відчутний (за шкалою інтенсивності МSK-64) землетрус магнітудою 2,0 балів (за шкалою Ріхтера). Землетрус мав техногенну природу (вибух у кар'єрі).